# Thành Khẩu
Thành Khẩu (chữ Hán giản thể: 城口县, Hán Việt: Thành Khẩu huyện) là một huyện thuộc thành phố trực thuộc trung ương Trùng Khánh, Cộng hòa Nhân dân Trung Hoa. Huyện này có diện tích 3286 km2, dân số năm 2006 là 230.000 người. Mã số bưu chính: Huyện này nằm ở chân núi phía nam của Đại Ba Sơn, điểm cực bắc của Trùng Khánh, đông giáp Vu Khê, tây giáp Tứ Xuyên, Tuyên Hán, Vạn Nguyên, bắc giáp Lam Cao và Tử Dương của Thiểm Tây. Về mặt hành chính, huyện này được chia ra thành 7 trấn (Cái Thành, Tân Thành, Tu Tề, Cao Quan, Miếu Bá, Ba Sơn, Bình Bá, Minh Thông), 17 hương. Các đơn vị này lại được chia ra thành 258 thôn thành chính. Huyện lỵ đóng ở trấn Cát Thành.